# Јокановића кућа
Јокановића кућа је једна од најстаријих зграда у Ужицу. Јокановића кућа је била у власништву једне од најбогатијих трговачких ужичких породица са краја деветнаестог века. Такође је позната и под надимком 'Пецара' јер су се Јокановићи, између осталог, бавили и трговином вина и ракије, и били власници неколико кафана у граду. Она је ретка етно кућа која представља градски живот у деветнаестом веку, не само у Ужицу већ и шире. Кућа је 1988 проглашена за културно добро - етнографски споменик културе.

## Музејска поставка
Стална музејска поставка под називом "Градска кућа у Ужицу у XIX и почетком XX века" отворена је у Јокановића кући 10. септембра 1992. године. Циљ ове поставке је да се прикаже како се један од најзначајнијих периода у развоју града Ужица – ослобођење од турске доминације – одразио на оно што чини окосницу сваког друштва – породицу, тј. на начин живљења у градској кући. Поставком се покушава приказати потпуна трансформација Ужица од оријенталне вароши, 'шехера', у српску варош која има претензије да прихвати сва европска струјања која су запљуснула целу Србију после ослобођења. У три ентеријера приказан је начин становања грађана Ужица у XIX и почетком XX века.
Музејска поставка садржи три амбијенталне целине (три ентеријера):
- Оријентална соба
- Девојачка соба и
- Салон

## Локација
Јокановића кућа се налази у самом центру града, на Тргу Светог Саве, близу Градске галерије, цркве Светог Ђорђа и Градске гимназије.